# Mont Camicia
El mont Camicia és una muntanya de 2.564 m que es troba a la frontera entre els províncies de Teramo i de L'Aquila a la regió dels Abruços (Itàlia). Forma part del massís del Gran Sasso, dins la serralada dels Apenins, concretament dels Apenins Centrals.